# Carcelia grossa
Carcelia grossa är en tvåvingeart som först beskrevs av Baranov 1934.  Carcelia grossa ingår i släktet Carcelia och familjen parasitflugor.
Artens utbredningsområde är Taiwan. Inga underarter finns listade i Catalogue of Life.